# Herz Jesu (Barmen)

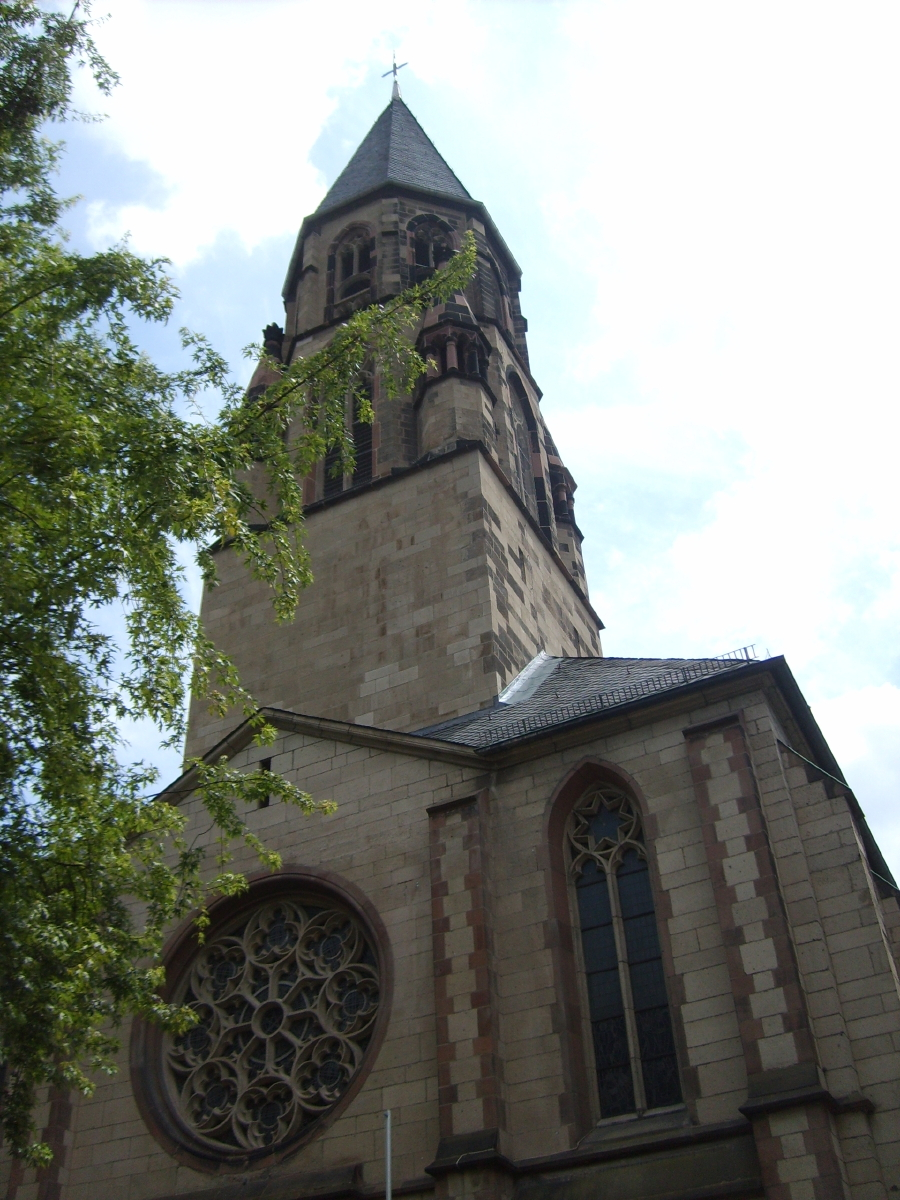
Fassade 2008

Herz Jesu ist die katholische Kirche des Wuppertaler Stadtteils Unterbarmen.

## Geschichte
Der große Bevölkerungszuwachs Barmens zu Ende des 19. Jahrhunderts ließ den Bau einer katholischen Kirche für Unterbarmen und die Abpfarrung von der Muttergemeinde St. Antonius geboten scheinen. In den 1870er Jahren war auch das Gebiet nördlich der Wupper um die Bismarckstraße (heute Hünefeldstraße) bebaut worden. 1888 bildete sich ein Kirchbauverein, der im Zuge der im 19. Jahrhundert wieder sehr populär gewordenen Herz-Jesu-Verehrung 1894 (zehn Jahre nach Baubeginn der gleichnamigen Elberfelder Kirche) den Namen wählte, ein Jahr später den Bauplatz erwarb und bald darauf Gerhard August Fischer mit der Planung beauftragte. Der Bau wurde zwischen Juni 1902 und November 1903 errichtet, die Ausstattung entstand in den Jahren nach der Einweihung.
Der Codex Iuris Canonici schrieb die Orientierung von Kirchenneubauten an mittelalterlichen Baustilen bis 1918 zwingend vor. So folgt Herz Jesu – wie die meisten katholischen Kirchenbauten der Zeit – neogotischen Vorbildern. Es handelt sich um eine nach Südosten zum Wupperufer ausgerichtete dreischiffige Hallenkirche mit Fünfachtelchor, hinter deren Eingangsfassade leicht zurückgesetzt mittig ein Turm emporragt. Der von der Straße zurücktretende Bau bildet mit den links und rechts befindlichen, nach der Kirche errichteten Bauten, dem Pfarrhaus und einem ehemaligen Klostergebäude einen kleinen rechteckigen Platz.

Die Fassade beim Richtfest 1903

Die Eingangsfassade und einige Meter der Längsseiten sind mit Tuffstein vermauert, gliedernde Elemente sind aus Sandstein, die übrigen Wände sind verputzt. Die durch Strebepfeiler gegliederte zweigeschossige Fassade gibt die Dreischiffigkeit des Innenraums wieder. Ein drittes Blendgeschoss mit Maßwerkfenstern und Dreiecksgiebeln, das ursprünglich das Dach und das untere Turmgeschoss verdeckte, wurde 1963 wegen Baufälligkeit entfernt; der Mittelteil erhielt einen schlichten Dreiecksgiebel. Über dem mittigen Hauptportal befindet sich eine große Fensterrose, die schmaleren Seiten zeigen im Erdgeschoss je drei schmale Fenster unter Blendbogen, im oberen Geschoss schmale, hohe Maßwerkfenster.
Der 29 m hohe Turm erhebt sich auf quadratischem Grundriss, die oberen beiden Geschosse sind achteckig, an vier Seiten des zweiten Geschosses liegen kleine achteckige Türmchen an, ein achtseitiges Pyramiddach mit Kreuz und Turmhahn bekrönt den Turm.
Obwohl die Kirche den Zweiten Weltkrieg mit geringen Schäden überstand (die Ausstattung aus der Entstehungszeit ist fast vollständig erhalten), wurde in den 1980er Jahren eine Erneuerung des nicht mehr tragfähigen Gewölbes nötig, die Außenfassade und der Turm wurden 2006–2008 renoviert. Das Gotteshaus fasst heute 310 Sitzplätze.
Am 8. Juli 1996 wurde die Kirche als Baudenkmal anerkannt und in die Denkmalliste der Stadt Wuppertal eingetragen.

## Orgel
Die erste Orgel wurde 1903 eingeweiht. Es handelte sich um ein elektropneumatisches Instrument, das von dem Orgelbauer Paul Faust erbaut wurde. Im Rahmen einer Erweiterung der Orgel im Jahre 1935 wurden 14 Register der Faust-Orgel wiederverwendet. 1953 wurde die Disposition geringfügig verändert. Das Taschenkegelladen-Instrument hat heute 36 Register auf drei Manualen und Pedal. Die Trakturen sind elektropneumatisch.
| I Hauptwerk C– |                  |       |
| 1.             | Lieblich Gedackt | 16′   |
| 2.             | Principal        | 8′    |
| 3.             | Jubalflöte       | 8′    |
| 4.             | Dulciana         | 8′    |
| 5.             | Praestant        | 4′    |
| 6.             | Nachthorngedackt | 4′    |
| 7.             | Octav            | 2′    |
| 8.             | Mixtur V         | 2 ⁄3′ |

| II Schwellwerk C– |                  |        |
| 9.                | Gemshorn         | 8′     |
| 10.               | Salicional       | 8′     |
| 11.               | Lieblich Gedackt | 8′     |
| 12.               | Cornett          | 8′     |
| 13.               | Principal        | 4′     |
| 14.               | Blockflöte       | 4′     |
| 15.               | Gemshornquinte   | 2 ⁄3′  |
| 16.               | Waldflöte        | 2′     |
| 17.               | Terzflöte        | 1 3⁄5′ |
| 18.               | Sifflöte         | 1′     |
| 19.               | Cymbel III       | 2⁄3′   |
| 20.               | Trompete         | 8′     |
| 21.               | Clarine          | 4′     |

| III Positiv C– |                       |       |
| 22.            | Rohrflöte             | 8′    |
| 23.            | Italienisch Principal | 4′    |
| 24.            | Quintflöte            | 2 ⁄3′ |
| 25.            | Schweizerpfeife       | 2′    |
| 26.            | Krummhorn             | 8′    |

| Pedalwerk C– |              |     |
| 27.          | Contrabass   | 16′ |
| 28.          | Subbass      | 16′ |
| 29.          | Zartgedackt  | 16′ |
| 30.          | Octavbass    | 8′  |
| 31.          | Bassflöte    | 8′  |
| 32.          | Choralbass   | 4′  |
| 33.          | Bauernpfeife | 2′  |
| 34.          | Stillposaune | 16′ |
| 35.          | Trompete     | 8′  |
| 36.          | Clarine      | 4′  |

- Koppeln: II/I (auch als Super- und Suboktavkoppel), III/I, I/P, II/P, III/P

## Glocken
Im Turm der Herz-Jesu-Kirche hängt ein sechsstimmiges Geläut unterschiedlicher Glockengießer. Es besteht aus vier Glocken, die 1954 und 1964 von der Gießerei Petit & Gebr. Edelbrock gegossen wurden, als Ersatz für Glocken, die den Glockenbeschlagnahmen der beiden Weltkriege zum Opfer gefallen sind.  Von diesen Vorgängergeläuten ist nur noch eine Bronzeglocke der Glockengießerei Otto aus Hemelingen/Bremen übrig, die 1908 gegossen wurde. Sie erklingt auf c'', hat einen Durchmesser von 780 mm und wiegt 340 kg. Zusätzlich erhielt die Gemeinde nach dem Krieg noch eine Leihglocke, die aus Westpreußen stammt.